# Monetaria annulus
Porcelaine à anneau d'or
Espèce
Synonymes
- Cypraea annulus Linnaeus, 1758

La Porcelaine à anneau d'or (Monetaria annulus) est une espèce de mollusques gastéropodes appartenant à la famille des Cypraeidae. C'est un coquillage commun. Comme le cauri, le porcelaine à anneau d'or est connu et employé depuis des milliers d'années, dès la préhistoire, comme monnaie d'échange et comme ornement dans de vastes régions d'Asie et d'Afrique.

## Description

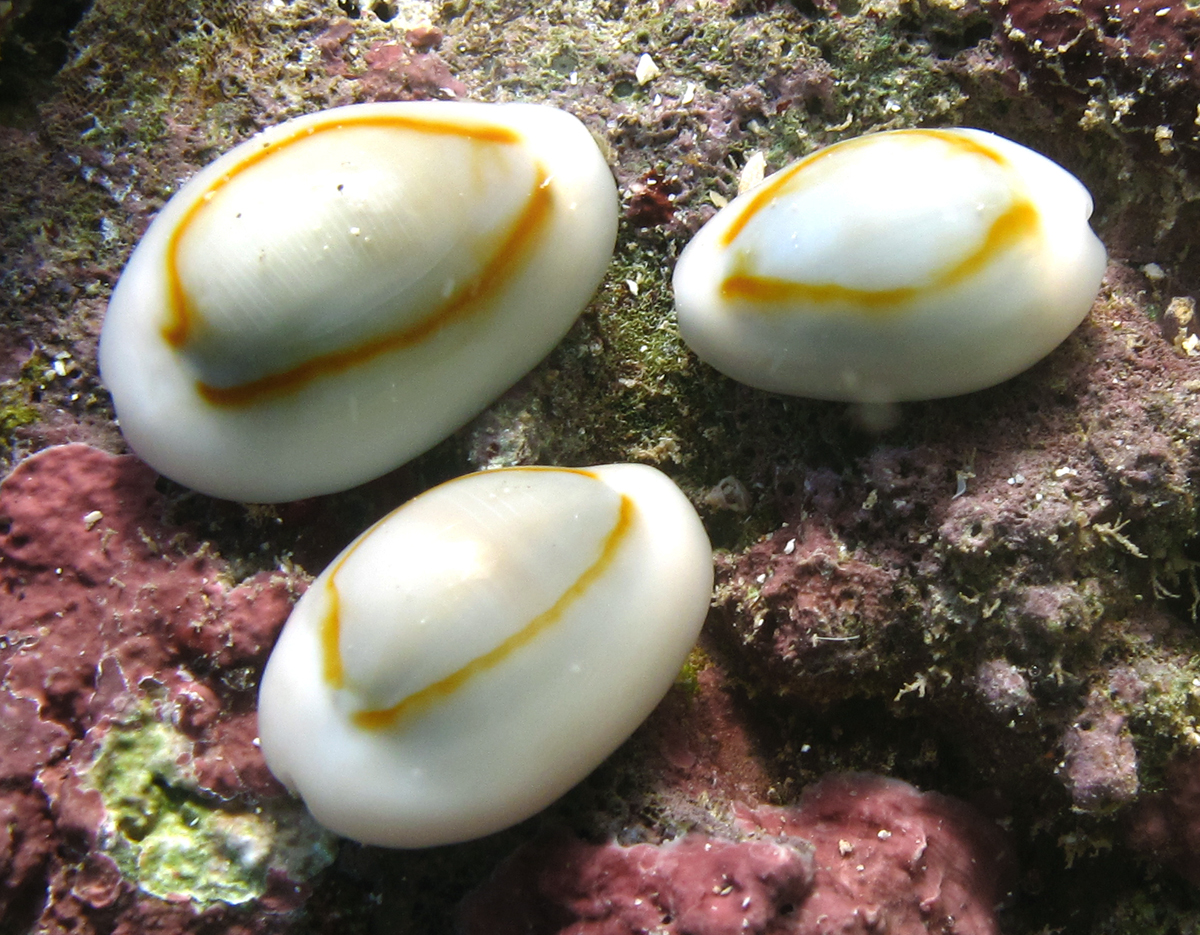
Trois spécimens in situ à la Réunion.

C'est une petite porcelaine blanc perle, ornée d'un anneau jaune vif très caractéristique. Sa bordure est plus régulière et arrondie que celle de Monetaria moneta. Son manteau est hérissé de pointes molles, chamarré de gris sombre et de verdâtre ; chez les individus en déplacement il recouvre la coquille. 
Longueur maximale : 2,5 cm.

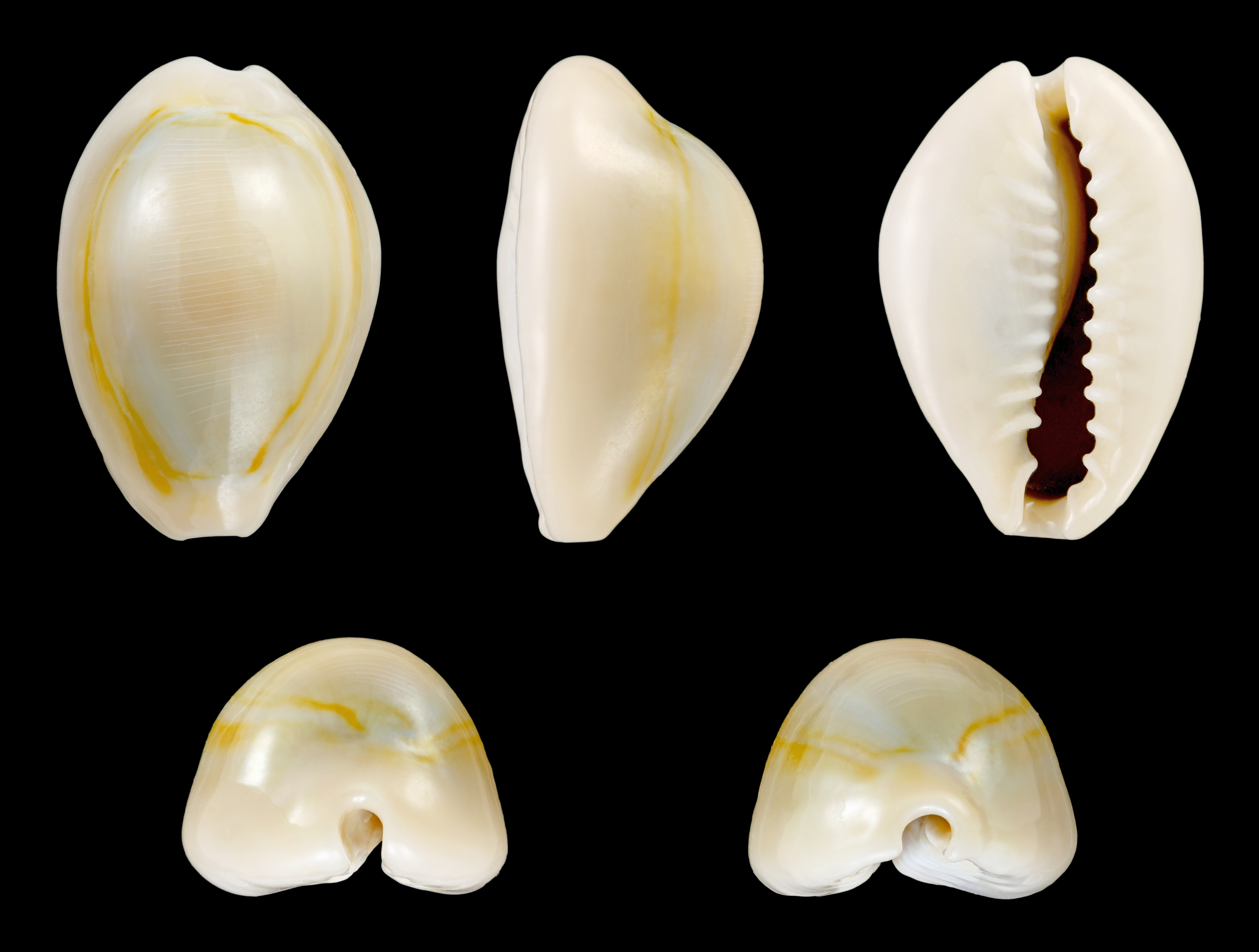
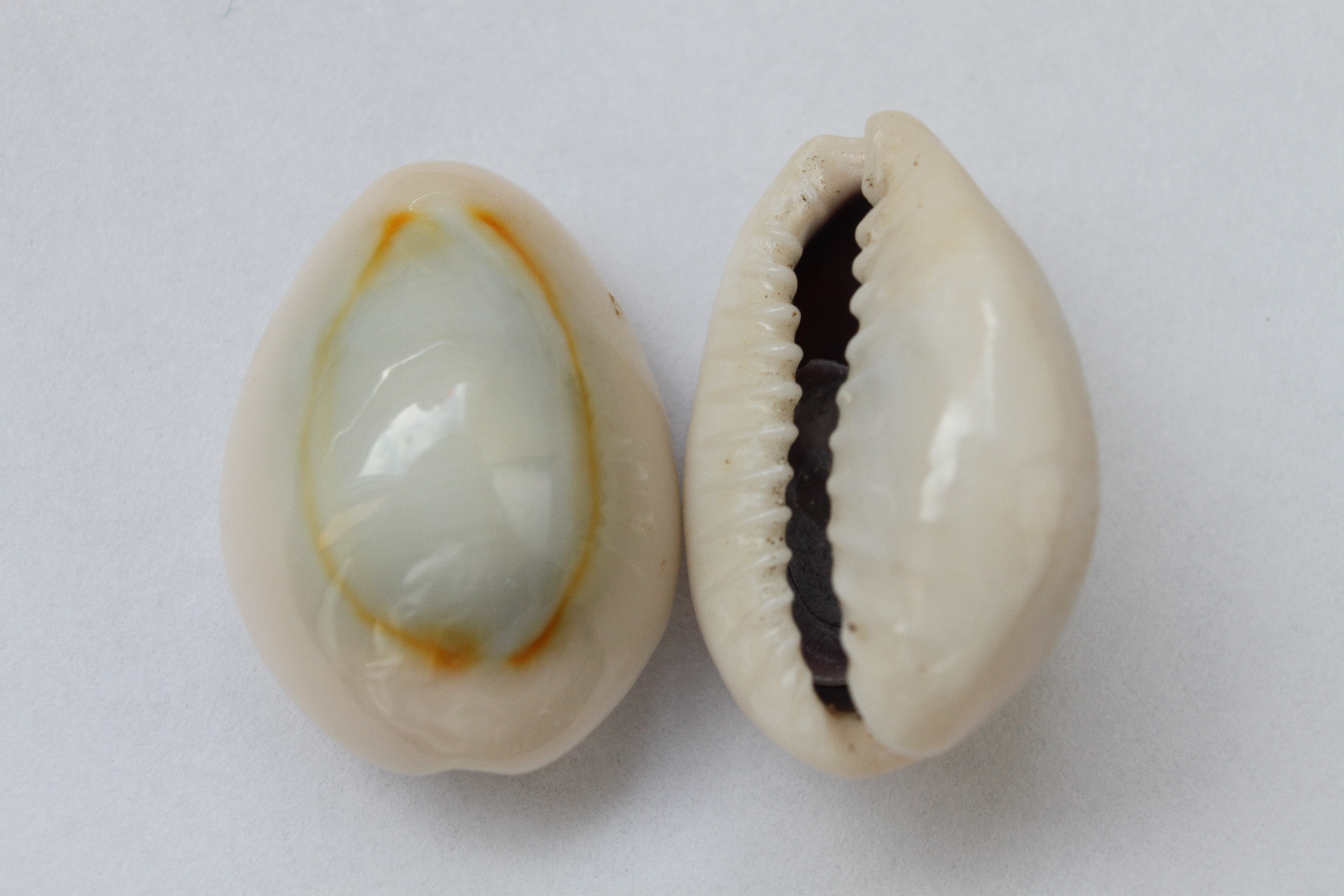
Vue de côté et de dessus
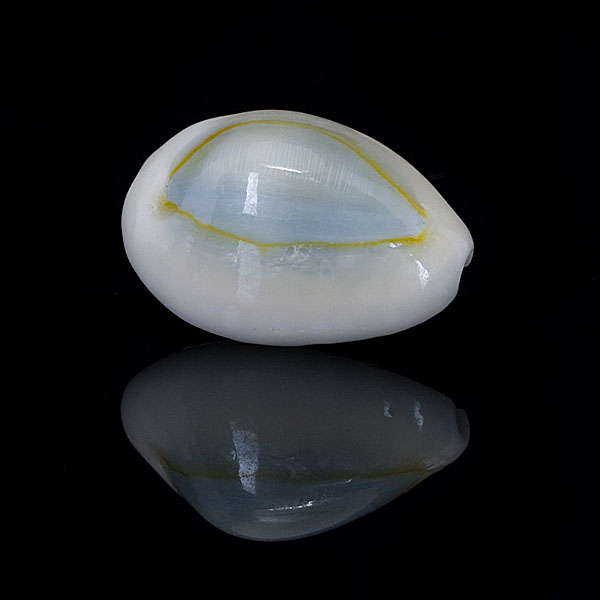
Vue de Monetaria annulus
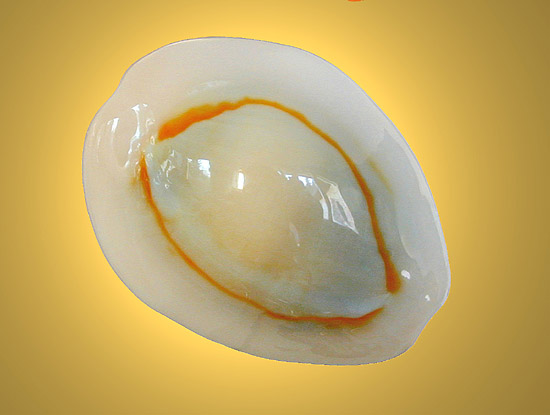

En Polynésie, on peut confondre cette espèce avec Monetaria obvelata, cependant plus calleuse et avec un anneau moins marqué. 

## Habitat et répartition
On rencontre cette espèce du sud-est de l’Afrique au centre de l’océan Pacifique. Pour la France, elle est présente à Mayotte, la Réunion, les îles éparses, la Nouvelle-Calédonie, Wallis et Futuna et la Polynésie française. 
C'est une espèce inféodée aux récifs de corail : nocturne, elle passe la journée cachée sous des roches ou dans des anfractuosités. 

## Liste des sous-espèces
Selon World Register of Marine Species (4 mai 2017) :
- Monetaria annulus alboguttata Bozzetti, 2015
- Monetaria annulus sublitorea Lorenz, 1997

## Synonymes
- Cypraea annulus Linnaeus, 1758
- Cypraea annularis Perry, 1811
- Cypraea annulata Donovan,, 1820
- Cypraea annulifera Conrad,, 1866
- Cypraea camelorum Rochebrune, 1884
- Monetaria harmandiana Rochebrune, 1884
- Cypraea calcarata Melvill, 1888
- Cypraea obvelata calcarata Melvill, 1888
- Cypraea tectoriata Sulliotti, 1924
- Monetaria sosokoana Ladd, 1934
- Monetaria annulus scutellum Schilder & Schilder, 1937
- Monetaria dranga Iredale, 1939

## Illustrations

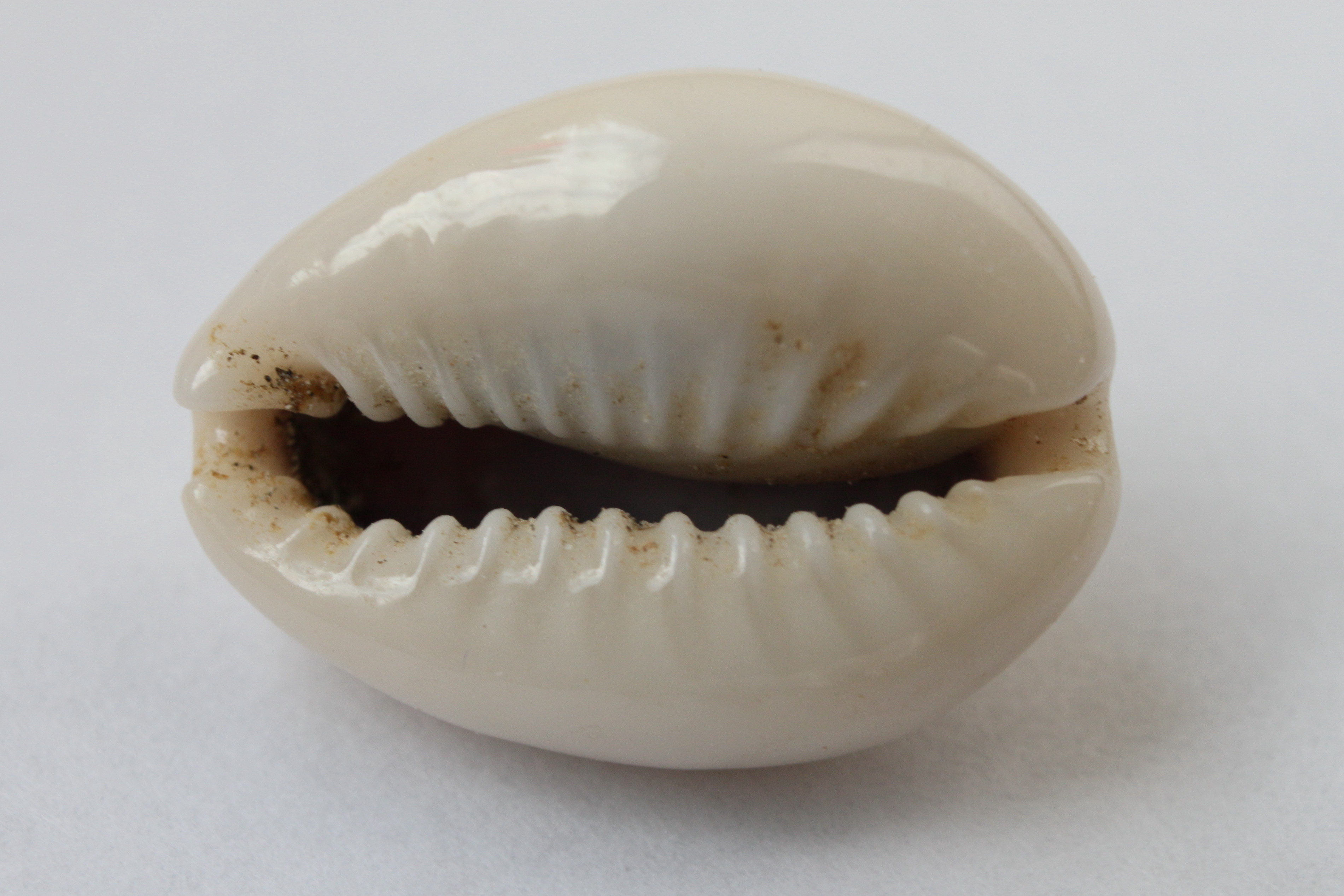
vue ventrale
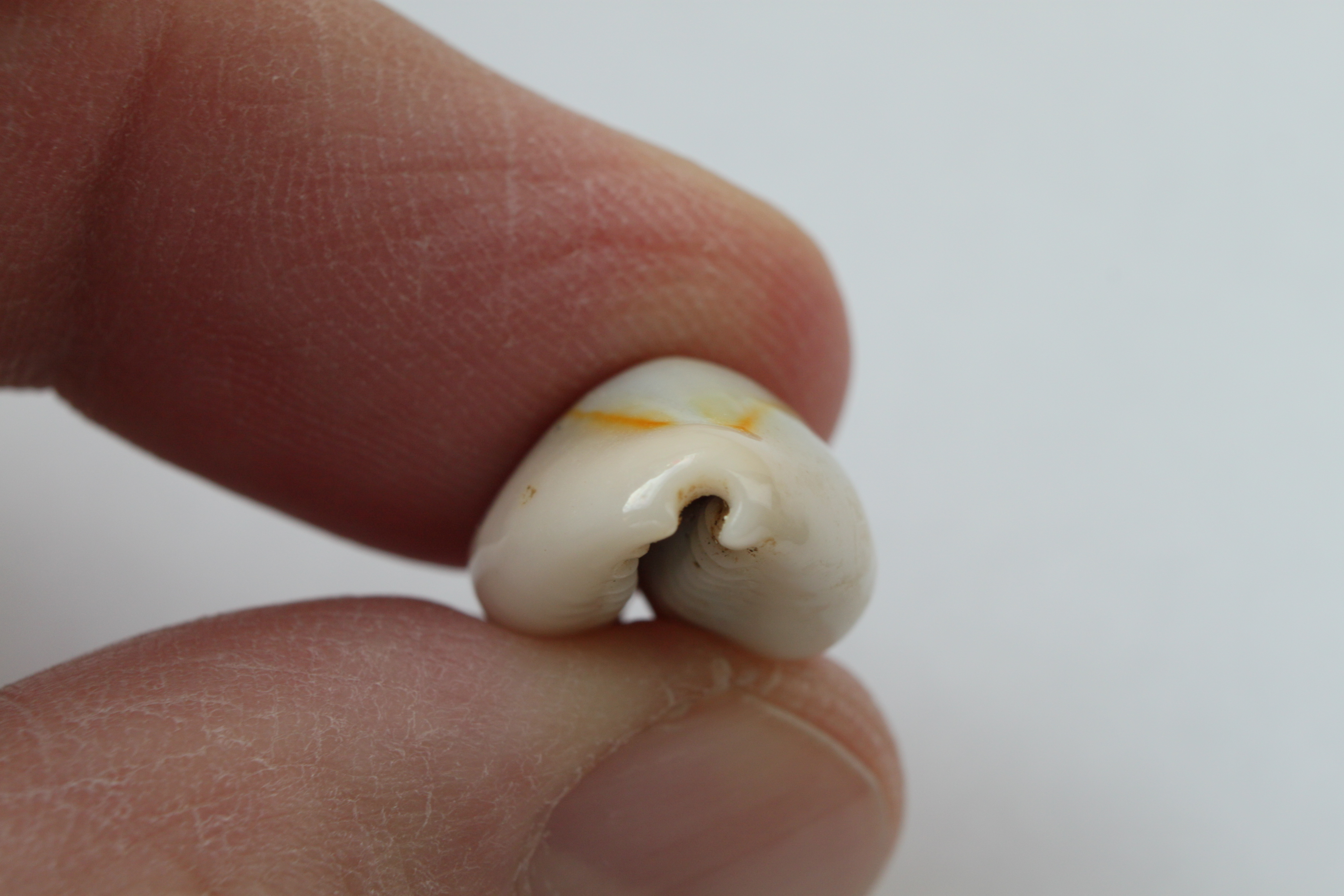
Vue de face
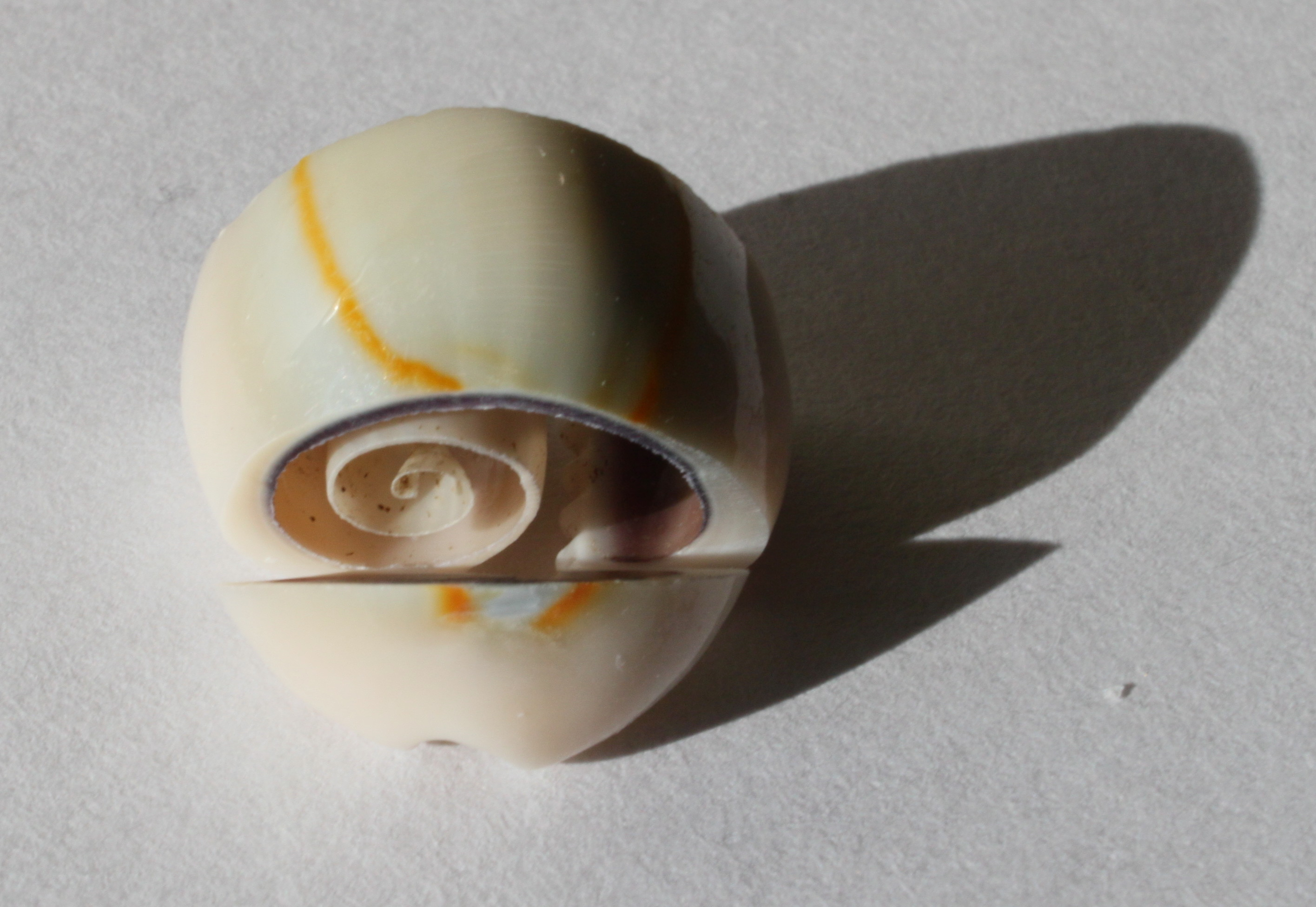
En tranche
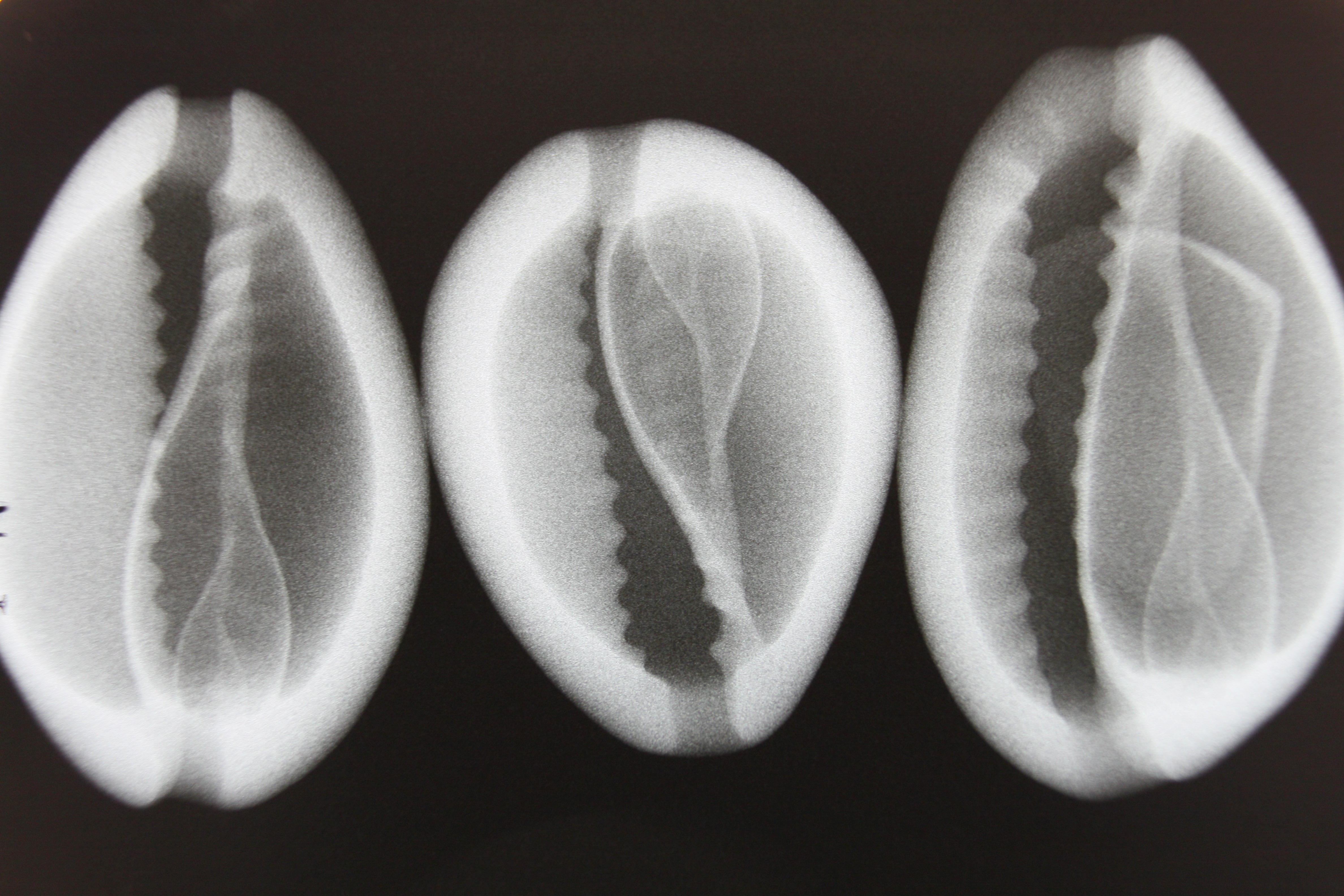
Radio.